# Kaghsi
Kaghsi là một đô thị thuộc tỉnh Kotayk, Armenia. Dân số ước tính năm 2011 là 2236 người.